# Bon Trike
Bon Trike is een Australisch merk van trikes.
Ze worden geproduceerd door Bon Trike Special Vehicles Pty Ltd., Blacktown, New South Wales. Australisch bedrijf dat trikes maakt op basis van VW-boxermotoren.